# 33

## Události
- Ukřižování Ježíše Krista – tradičně předpokládaný rok události v Judeji za úřadovaní místodržitele Pontia Piláta, kterou popisují křesťanská evangelia a nelze ji přesně datovat.

## Úmrtí
- 3. duben – Ježíš Kristus (upřednostňovaná možnost), zmrtvýchvstání by tedy připadlo na 5. duben
- Gaius Asinius Gallus, římský řečník, politik a spisovatel (* 40 př. n. l.)
- Marcus Aemilius Lepidus, římský senátor a konzul (* 30 př. n. l.)

## Hlavy států
- Papež – Petr? (cca 30 – 64/65/66/67)
- Římská říše – Tiberius (14–37)
- Parthská říše – Artabanos II. (10/11–38)
- Kušánská říše – Kudžúla Kadphises (30–90)
- Čína, dynastie Chan (206 př. n. l. – 220 n. l.) – Kuang Wu-ti (25–57)
- Markomani – Marobud (?–37)